# 和分の積
和分の積（わぶんのせき）とは、物理学の電気工学において、並列回路の合成抵抗の計算に使用される公式である。

## 概要
2本の並列回路に抵抗がある時、次のような公式が成り立つ。ただし、3本以上の並列回路である場合は成り立たない。
{\displaystyle R=}{\displaystyle R1}✕{\displaystyle R2/R1}+{\displaystyle R2} [Ω]
分母部分は、2つの抵抗の和、分子部分は、2つの抵抗の積になっている。
この式は、並列回路の合成抵抗の公式を変形したものである。
詳細は、合成抵抗参照のこと。